# Emmanuel Carrère
Pour les articles homonymes, voir Carrère.
Pour les autres membres de la famille, voir Famille Zourabichvili.
Emmanuel Carrère, né le 9 décembre 1957 à Paris 16e, est un écrivain, scénariste et réalisateur français.

## Biographie

### Famille et formation
Emmanuel Carrère est le fils de l'assureur Louis Carrère (1928-2023) et de la femme politique, historienne et académicienne Hélène Carrère dite Hélène Carrère d'Encausse (1929-2023). Il est le frère de Nathalie Carrère et de Marina Carrère dite Marina Carrère d'Encausse, et le cousin du philosophe François Zourabichvili. Son grand-père maternel est un immigré géorgien.
Diplômé de l'Institut d'études politiques de Paris (promotion 1979, section Service public),, de 1980 à 1982, il passe deux ans à Surabaya (Indonésie) pour son service national en coopération, essentiellement à enseigner le français.

### Carrière
Il débute comme critique de cinéma pour Positif et Télérama. Son premier livre, Werner Herzog, paraît en 1982.
Il publie son premier roman L'Amie du jaguar en 1983 chez Flammarion. Le suivant, Bravoure, sort un an après chez P.O.L, éditeur à qui il confiera tous ses autres ouvrages par la suite. Il publie en 1986 La Moustache, roman dont il réalisera lui-même l'adaptation cinématographique en 2005. « En moins de 150 pages, il vous met K.-O. », écrit John Updike à propos de La Moustache, concluant par ces mots la critique parue dans The New Yorker au moment de la traduction du livre en anglais, en 1988.
En janvier 1993, Carrère entreprend l'écriture d'un livre autour de l'affaire Jean-Claude Romand. Cela n'aboutira que sept ans plus tard avec la publication de L'Adversaire qui marque un tournant dans la production littéraire de Carrère qui, depuis, n'a pas écrit d'œuvres fictionnelles. L'Adversaire présente aussi le travail de l'écrivain, la lente gestation de l'œuvre. Cette œuvre reste essentielle dans la production de l'écrivain, le succès critique et populaire ne s'est jamais démenti.
Il entame dans les années 1990 une carrière de scénariste avec l’adaptation de ses propres romans comme L'Adversaire et La Classe de neige, avant de se lancer dans la réalisation avec Retour à Kotelnitch et La Moustache.
Dans Un roman russe, publié en 2007, Carrère combine trois récits : l'enquête historique sur son grand-père maternel ; l'enquête sur un Hongrois interné pendant cinquante-six ans en Russie puis rapatrié ; et une chronique de la vie intime de l’auteur.
En 2009, il publie D'autres vies que la mienne, qui recueille l'histoire de plusieurs personnes qui ont croisé sa vie et sont marquées par la maladie, le handicap ou le deuil. Le récit aborde, à travers le cheminement de l'auteur, des thèmes aussi différents que le tsunami de 2004 au Sri Lanka ou le combat judiciaire contre le surendettement. Ici, alors qu'il avait, dans plusieurs de ses autres œuvres, parlé surtout de lui (Un roman russe, et plus tard même dans Limonov), il se fait le modeste scribe de « vies minuscules » (pour reprendre l'expression de Pierre Michon), décryptant dans l'ensemble du récit les étapes de l'ouverture à l'autre. Le livre sera très librement adapté au cinéma, sous le titre Toutes nos envies, réalisé par Philippe Lioret, avec comme acteurs principaux Vincent Lindon et Marie Gillain.
En 2010, il est membre du jury de la compétition officielle du festival de Cannes, présidé par Tim Burton.
En 2011, il reçoit le prix Renaudot pour sa biographie romancée de l'écrivain, dissident et homme politique russe Édouard Limonov, avec lequel il a vécu pendant trois semaines à Moscou pendant la préparation du livre. Il est difficile de définir si le livre est un roman, une biographie ou un essai, car, si Limonov est bien le héros du livre, Carrère attache une très grande place à l'analyse de la littérature russe, ainsi que de l'histoire de l'URSS et de la Russie post-soviétique. C'est un des succès commerciaux de la rentrée littéraire 2011.
En 2014, il publie Le Royaume, récit qui retrace la naissance du christianisme, en s'intéressant tout particulièrement aux parcours de l’apôtre Paul et de l’évangéliste Luc. Comme souvent dans ses livres, il mêle à l'intrigue principale l'évocation de son propre parcours, et il y développe notamment l'évolution de son rapport à la foi chrétienne. Le livre connaît une large couverture médiatique et une des meilleures réceptions critiques de la rentrée littéraire 2014.
En février 2016, il publie Il est avantageux d'avoir où aller, anthologie réunissant vingt-cinq années d’articles en tous genres. Une édition anglaise, 97,196 Words, est publiée en 2019 avec l'addition d'un article sur Emmanuel Macron écrit pour The Guardian en 2017.
En 2017, il est lauréat de la Villa Kujoyama à Kyoto.
En août 2020, il publie Yoga. Ce récit autobiographique est celui de la pratique du yoga par l'auteur, et de sa dépression qui l'a conduit en 2015 à une hospitalisation durant quatre mois à l'hôpital Sainte-Anne. Là-bas, il est diagnostiqué bipolaire et traité par kétamine et électrochocs. Le livre le plus remarqué de la rentrée littéraire, Yoga déclenche une controverse quand l'ex-épouse de l'auteur, la journaliste Hélène Devynck, lui reproche de ne pas avoir respecté le contrat établissant qu'elle ne devait pas figurer dans son roman après leur séparation. Elle l'accuse de « transformer une contrainte juridique en auto-glorification » en introduisant des éléments de fiction dans le livre. Les ventes de Yoga dépassent les 170 000 exemplaires en moins d'un mois. Le livre est parmi les quinze livres présélectionnés par le prix Goncourt, mais n'a pas passé le second tour. En juin 2021, Carrère reçoit le prix Princesse des Asturies de littérature 2021. Le président du jury dit que l'auteur dresse un portrait « incisif de la société actuelle » et a exercé « une influence notable sur la littérature de notre époque ».
Son film Ouistreham, sorti en 2021, est une libre adaptation du livre de Florence Aubenas publié en octobre 2010 (Le quai de Ouistreham).
Pendant dix mois, de septembre 2021 à juin 2022, Carrère suit le procès des attentats du 13 novembre 2015 au Palais de justice de Paris. Ses chroniques sont publiées chaque semaine dans L'Obs en France, El País en Espagne, La Repubblica en Italie et Le Temps en Suisse. En septembre 2022 ces chroniques judiciaires avec des passages supplémentaires sont publiées sous forme de livre chez les Éditions P.O.L. Le titre du livre V13 est le nom de code du procès des attentats du vendredi 13 novembre 2015.

### Vie privée
Il a été marié deux fois et a deux fils issus de son premier mariage et une fille du deuxième avec la journaliste Hélène Devynck.

### Positions politiques
Dans un entretien pour la revue Charles en 2016, Carrère dit qu'il a voté pour la première fois en 2007. Il dit qu'il a voté pour la candidate socialiste Ségolène Royal en 2007 et pour François Hollande en 2012.
En 2000, Carrère soutient l'auteur d'extrême droite Renaud Camus lors de l'« affaire Camus »,. En 2012, il écrit une lettre à Renaud Camus afin de prendre ses distances avec ce dernier. Il y condamne fermement les idées de Camus tout en écrivant qu’il le considère malgré tout comme un ami. La lettre est publiée par Camus dans le premier numéro de la revue du parti de l'In-nocence.

## Œuvres

### Nouvelles
- L'Usage du Monde, 2002

### Romans
- L'Amie du jaguar, Flammarion, 1983  (ISBN 9782846822077)
- Bravoure, P.O.L, 1984  (ISBN 2-86744-023-8)
- La Moustache, P.O.L, 1986  (ISBN 2-86744-057-2)
- Hors d'atteinte ?, P.O.L, 1988  (ISBN 2-86744-119-6)
- La Classe de neige, P.O.L, 1995  (ISBN 2-86744-477-2)

### Récits
- L'Adversaire, P.O.L, 2000  (ISBN 2-86744-682-1)
- Un roman russe, P.O.L, 2007  (ISBN 978-2-84682-182-7)
- D'autres vies que la mienne, P.O.L, 2009  (ISBN 978-2-84682-250-3)
- Limonov, P.O.L, 2011  (ISBN 978-2-8180-1405-9)
- Le Royaume, P.O.L, 2014  (ISBN 978-2-8180-2-118-7)
- Yoga, P.O.L, 2020  (ISBN 978-2-8180-5138-2)
- V13, P.O.L, 2022  (ISBN 978-2-8180-5606-6)

### Essais, recueils d'articles
- Werner Herzog, Edilig, Paris 1982  (ISBN 2-85601-017-2). Monographie sur le réalisateur Werner Herzog
- Le Détroit de Behring : Introduction à l'uchronie, P.O.L, 1986  (ISBN 978-286744-070-0)
- Je suis vivant et vous êtes morts, Le Seuil, 1993, biographie romancée de Philip K. Dick
- Il est avantageux d'avoir où aller, P.O.L, 2016  (ISBN 978-2-8180-3876-5).

### Livres de photos
- Hobbledehoy, Ed Alcock (photos), Emmanuel Carrère (récit), Éditions Terre Bleue, 2013  (ISBN 978-2-909953-30-4)
- Family Love, Darcy Padilla (photos), Emmanuel Carrère (récit), La Martinière, 2014  (ISBN 978-2-7324-6498-5)

### Préfaces ou avant-propos
- Les Conquérants d'un nouveau monde, Michel Ciment, Folio Essai, 1981 (ISBN 9782070461622)
- Une jeunesse soviétique, Nikolaï Maslov, Denoël, 2004
- Nouvelles (1947-1953), Philip K. Dick, Denoël, 2006
- L'Uchronie, Eric B. Henriet, Klincksieck, 2009  (ISBN 978-2252037102)
- Épépé, Ferenc Karinthy, Zulma, 2013  (ISBN 978-2-84304-660-5)
- Les Chuchoteurs, Orlando Figes, Tome 1, Folio Histoire, 2014  (ISBN 9782070456475)
- Froid devant !, Jean-Michel Cosnuau, Robert Laffont, 2015  (ISBN 9782221144978)
- Les gens normaux n'existent pas, Alexandra Alévêque, Robert Laffont, 2017  (ISBN 978-2221198766)
- Peter Goss : Never stop moving, Patrick Germain-Thomas, Éditions de l'Attribut, 2018  (ISBN 978-2916002569)
- L'Enfer est une fête, Hervé Clerc, Albin Michel, 2019, 300 p.  (ISBN 9782226440150)
- 82 rêves pendant la guerre 1939-1945, Emil Szittya, Allary éditions, 2019, 220 p.  (ISBN 9782370732576)
- Pierre Pachet, un écrivain aux aguets. Œuvres choisies, Pauvert, 2020, 960 p.  (ISBN 9782720215650)
- De vous à moi, Noëlle Mesny-Deschamps et Dr Jacques Vilcoq, 2020, 207 p.  (ISBN 979-10-91890-03-8)

### Traduction
- « D'après Marc » (avec Hugues Cousin) dans La Bible, Paris, Bayard, 2001.

### Prix littéraires
- 1984 : Prix Passion pour Bravoure
- 1985 : Prix littéraire de la vocation pour Bravoure
- 1987 : Grand prix de l'imaginaire pour Le Détroit de Behring
- 1988 : Prix Kléber-Haedens pour Hors d'atteinte ?
- 1988 : Prix de la fondation Charles Oulmont[29] pour Hors d'atteinte ?
- 1995 : Prix Femina pour La Classe de neige
- 2007 : Prix Duménil pour Un roman russe
- 2009 : Prix Marie-Claire du roman d’émotion, prix des lecteurs de L'Express et prix Crésus pour D'autres vies que la mienne
- 2010 : Globe de Cristal pour D'autres vies que la mienne
- 2010 : Grand prix de littérature Henri-Gal pour l'ensemble de son œuvre
- 2011 : Prix de la langue française
- 2011 : Prix Renaudot pour Limonov
- 2014 : Prix littéraire du Monde, « Meilleur livre de l'année » de la revue Lire, lauréat du palmarès 2014 du Point, pour Le Royaume
- 2017 : Prix FIL de littérature en langues romanes, pour l’ensemble de son parcours littéraire et journalistique, prix décerné par la foire internationale du livre de Guadalajara au Mexique[30]
- 2018 : Prix de la Bibliothèque nationale de France[31],[32]
- 2021 :
  - Prix Princesse des Asturies des Lettres[33],[34].
  - Prix Napoli, prix spécial de littérature internationale pour Yoga[35].
- 2022 : Prix Aujourd'hui pour V13[36].

## Filmographie

### Cinéma
- 1998 : La Classe de neige de Claude Miller, adaptation du roman du même nom – Prix spécial du jury au Festival de Cannes 1998
- 2002 : L'Adversaire de Nicole Garcia, scénariste d'après son récit
- 2003 : Le Soldat perdu, reportage pour Envoyé spécial sur France 2
- 2003 : Retour à Kotelnitch, documentaire, 2003, réalisateur
- 2005 : La Moustache, réalisateur et coscénariste avec Jérôme Beaujour d'après le roman homonyme — Prix sur scénario dans le cadre de l'aide à la création de la Fondation Gan pour le cinéma (2004)
- 2021 : Ouistreham, réalisateur d'après l'adaptation du récit homonyme de Florence Aubenas
- 2025 : Le Mage du Kremlin (The Wizard of the Kremlin) d'Olivier Assayas, scénariste, d'après le roman Le Mage du Kremlin de Giuliano da Empoli

### Télévision

#### Scénariste
- 1991 : Léon Morin, prêtre, d'après le roman de Béatrix Beck, réalisé par Pierre Boutron
- 1993 : Monsieur Ripois, d'après le roman de Louis Hémon, réalisé par Luc Béraud
- 1995 : Le Blanc à lunettes, d'après le roman de Georges Simenon, réalisé par Édouard Niermans
- 1996 : Les Clients d'Avrenos, d'après le roman de Georges Simenon, réalisé par Philippe Venault
- 1996 : Pêcheur d'Islande, d'après le roman de Pierre Loti, réalisé par Daniel Vigne
- 1998 : Denis, coécrit et réalisé par Catherine Corsini
- 2005 : Désiré Landru, coécrit avec Jérôme Beaujour et réalisé par Pierre Boutron
- 2008 : Sous les vents de Neptune de Josée Dayan, scénariste, d'après le roman de Fred Vargas
- 2009 : L'Homme aux cercles bleus de Josée Dayan, co-scénariste avec Gabriel Carrère, d'après le roman de Fred Vargas
- 2009 : L'Homme à l'envers de Josée Dayan, scénariste, d'après le roman de Fred Vargas
- 2010 : Un lieu incertain de Josée Dayan, scénariste, d'après le roman de Fred Vargas
- 2010 : Fracture d'Alain Tasma, scénariste, d'après le roman de Thierry Jonquet, Ils sont votre épouvante et vous êtes leur crainte
- 2012 : Les Revenants (série télévisée), co-scénariste
- 2024 : Sur la Dalle de Josée Dayan, scénariste, d’après le roman de Fred Vargas